# Götzweis
Götzweis ist eine Ortschaft und eine Katastralgemeinde der Gemeinde Waidhofen an der Thaya-Land im Bezirk Waidhofen an der Thaya im niederösterreichischen Waldviertel mit 118 Einwohnern (Stand 1. Jänner 2024).

## Geografie
Das zwischen der Zwettler Straße und der Landesstraße L67 gelegene Dorf befindet sich südwestlich von Waidhofen. Außen fließt der Große Radlbach vorüber, der den Ort in die Thaya entwässert. Am 1. April 2020 umfasste die Ortschaft 47 Adressen.

## Geschichte
Heinrich von Walsee erwarb im Jahr 1314 ein Lehen zu Gezweins und Barperg, womit der Ort erstmals urkundlich genannt wurde.
Im Jahr 1822 wurde der Ort als Dorf mit 17 Häusern genannt, das nach Waidhofen eingepfarrt war, wohin auch die Kinder eingeschult wurden. Die Herrschaft Waidhofen an der Thaya besaß die Ortsobrigkeit, übte die Landgerichtsbarkeit aus, besorgte die Konskription und hatte die Grundherrschaft inne. Laut Adressbuch von Österreich waren im Jahr 1938 in Götzweis ein Schmied und ein Wagner ansässig. Bis zur Eingemeindung nach Waidhofen-Land war der Ort ein Teil der damaligen Gemeinde Kainraths.